# Фабио Воло
Фàбио Вòло (на италиански: Fabio Volo), псевдоним на Фàбио Луѝджи Бòнети (на италиански: Fabio Luigi Bonetti), е италиански актьор, радио и телевизионен водещ, сценарист, дубльор и писател – автор на произведения в жанра „съвременен роман“.
Присъства в различни области на италианските медии, като става известен първо по радиото и телевизията, а след това – и в света на киното и издателската дейност: през 2011 г. романите му са продадени в над 5 милиона копия само в Италия и са преведени и на други езици, вкл. и на български.

## Биография и творчество
Роден е на 23 юни 1972 г. в градчето Калчинате, Северна Италия. След като завършва 8-ми клас в град Бреша, отпада от гимназията и започва да работи в пекарната на баща си.
Притежаващ забележителен ентусиазъм и дух с нотка на ексхибиционизъм, той прави първите си стъпки в развлекателната индустрия благодарение на приятел от Бреша, който го кани да дебютира в неговия клуб като диджей. По този начин Фабио има възможност да се запознае както с театралното измерение и да има пряк контакт с хората, така и с практиката на импровизацията, в която става специалист.
Записва няколко сингъла в стил „евроденс“ на италиански за лейбъла от Бреша Media Records, единият от които е озаглавен Volo (от итал. „Полет“), от което произлиза и фамилното му име – псевдоним.
Голямата промяна в кариерата му се случва благодарение на срещата му с Клаудио Чекето – голям откривател на таланти, който го взема под крилото си и му предлага място в Радио Капитал. През 1996 г. Воло изоставя музикалната си кариера и започва да работи като радио водещ в сутрешния блок на радиото.
От 1998 до 2001 г. води три издания на телевизионната програма „Хиените“ (Le Iene) по канал Italia 1 заедно със Симона Вентура и Андреа Пелицари, докато неговата програма Il Volo del mattino („Сутрешният Воло“) се излъчва по Radio Deejay от 2000 г.
През 2001 г. е издадена първата му книга Esco a fare due passi („Излизам да се поразходя“). Тя става бестселър (продадена е в над 300 хил. копия в Италия) и го прави известен като писател.
В периода 2001 – 2002 г. е водещ на токшоуто Ca' Volo по MTV и на Il Volo по канал LA7 (в което пее, танцува, взаимодейства с публиката, оператора и режисьора на предаването, и интервюира най-различни персонажи, винаги в характерния си стил).
През 2002 г. прави актьорския си дебют във филма Casomai („В случай че“) на Алесандро д'Алатри в ролята на Томазо, партнирайки си със Стефания Рока. Играта му му донася номинация за Давид на Донатело в категорията „Най-добър актьор в главна роля“.
През 2003 г. води предаването Il coyote („Койотът“) по MTV и издава втората си книга È una vita che ti aspetto („Чакам те цял живот“), която става бестселър на годината. Прави своя дебют в театъра в пиесата Il mare è tornato tranquillo („Морето се успокои“), чийто автор и режисьор е Силвано Агости, с мелодии на Енио Мориконе. През пролетта на същата година е водещ на късното телевизионно предаване по Italia 1 Smetto quando voglio („Преставам когато си поискам“). Освен това участва в програмата Milano-Roma по същия канал и в DOC 3 по Rai 3.
През 2005 г. излиза филмът La febbre („Треската“), режисиран от Алесандро д’Алатри, където Воло играе главната роля. По телевизията води Lo spaccanoci („Лешникотрошачката“).
През 2006 г. излиза третата му книга Un posto nel mondo („Кътче в света“). Същата година започва да води Italiano-Spagnolo – шоу по MTV, излъчвано от мезонет с изглед към популярния булевард ла Рамбла в Барселона.
През 2007 г. участва във филма Manuale d'amore 2 – Capitoli successivi („Любовен наръчник 2 – следващи глави“) на Джовани Веронези. Сътрудничи по сценария на филма Uno su due („Един на двама“) на Еудженио Капучо. Води Italo-Francese по MTV – вечерно токшоу от парижки апартамент. В края на година е издадена четвъртата му книга Il giorno in più („Още един ден“) – най-успешната му творба. През 2011 г. тя е екранизирана по негов сценарий и с негово участие.
През 2008 г. участва във филма на Кристина Коменчини Bianco e nero („Черно и бяло“) заедно с Амбра Анджолини. Той също така дублира По – звездата-панда в анимационния филм на ДриймУъркс „Кунг-фу панда“. Той дублира По и в продълженията „Кунг-фу панда 2“ (2011) и „Кунг-фу панда 3“ (2016). Също така води по MTV предаването Italo-Americano – Homless edition.
В края на 2009 г. излиза петата му книга Il tempo che vorrei („Времето, което бих желал“).
През 2010 г. участва заедно с Маргарита Буй и Лучана Литицето във филма Matrimoni e altri disastri („Сватби и други бедствия“), режисиран от Нина ди Маджо. Печели шестото издание на Литературна награда „Ла Торе Остров Елба“.
През октомври 2011 г. публикува шестия си роман Le prime luci del mattino („Първите утринни лъчи“), а през декември участва във филма Il giorno in più („Още един ден“), базиран на едноименния му роман и режисиран от Масимо Вениер.
През 2012 г. започва да снима филма Studio illegale („Незаконно студио“), който излиза в италианските кина през 2013 г. На 21 март 2012 г. се завръща в телевизията като водещ на програмата Volo in diretta („Воло на живо“) в късната вечер по Rai 3. На 8 октомври 2012 г. Воло обявява края на повече от 10-годишната си радиопрограма Il Volo del mattino, която обаче се завръща в ефир през септември 2013 г. Той е поканен да участва в TED Global, провеждан във Флоренция.
Същата година се мести в Ню Йорк, за да работи по седмата си книга. През 2013 г. е издадена книгата му La strada verso casa („Пътят към дома“).
През 2014 г. е рекламно лице на някои телевизионни реклами на Водафон Италия и участва като кореспондент в вариететното токшоу предаване по Rai 1 Che tempo che fa на Фабио Фацио.
През ноември 2015 г. издава осмия си роман È tutta vita („Всичко е живот“), а през февруари се завръща като водещ на забавната телевизионна програма по Italia 1 „Хиените“ (Le Iene) заедно с Мириам Леоне и Джепи Кучари. На следващата есен той е главният герой на телевизионния ситкома Untraditional по канал Nove, чийто автор е.

## Личен живот
От 2011 до 2021 г. Воло има връзка с исландката Йохана Хауксдотир (известна като Йохана Маги) – инструкторка по пилатес, с която се запознава чрез обща приятелка в Ню Йорк, където тя трябва да заснеме част от филма „Допълнителния ден“. На 26 ноември 2013 г. се ражда първото им дете Себастиан, а на 11 август 2015 г. вторият им син Габриел.

## Литературни произведения

### Самостоятелни романи[6]
- Esco a fare due passi (2001)
Излизам да се поразходя, изд.: Унискорп, София (2011), прев. Румяна Сарайдарова
- È una vita che ti aspetto (2003)
- Un posto nel mondo (2006)
Кътче в света, изд.: Унискорп, София (2011), прев. Румяна Сарайдарова
- Il giorno in più (2007)
Още един ден, изд.: ИК „Колибри“, София (2014), прев. Елица Попова
- Il tempo che vorrei (2009)
- Le prime luci del mattino (2011)
Първите утринни лъчи, изд.: ИК „Колибри“, София (2014), прев. Надежда Иванова
- La strada verso casa (2013)
- È tutta vita (2015)
- Quando tutto inizia (2017)
- Una gran voglia di vivere (2019)
- Una vita nuova (2021)
- Tutto è qui per te (2023)
- Balleremo la musica che suonano (2024)

### Разкази
- Dall'altra parte del binario (2007)
- La mela rossa (2008)
- La mia vita (2011)

### Други
- A cosa servono i desideri (2016)

## Филмография

### Актьор
- 2002 – Casomai – реж. Алесандро д'Алатри
- 2002 – Playgirl – реж. Фабио Талявиа
- 2005 – La febbre – реж. Алесандро д'Aлатри
- 2006 – Uno su due – реж. Еудженио Капучо, сценарист
- 2007 – Manuale d'amore 2 – реж. Джовани Веронези
- 2008 – Bianco e nero – реж. Кристина Коменчини
- 2010 – Matrimoni e altri disastri – реж. Нина ди Маджо
- 2010 – Figli delle stelle – реж. Лучо Пелегрини
- 2010 – Niente paura – реж. Пиерджорджо Гай
- 2011 – Il giorno in più – реж. Масимо Вениер, сценарист
- 2013 – Studio illegale – реж. Умберто Картени
- 2016 – Un paese quasi perfetto – реж. Масимо Гаудиозо
- 2021 – Genitori vs influencer – реж. Микела Андреоци
- 2021 – Per tutta la vita – реж. Паоло Костела
- 2023 – Una gran voglia di vivere – реж. Микела Андреоци
- 2023 – People from Cecchetto – реж. Емануеле Имбучи

### Видеоклипове
- 2000 – Qualcosa di nuovo (Макс Пецали) – режисьор Джанлука Леуци

### Сценарист
- 2007 – Uno su due – режисьор Еудженио Капучо
- 2011 – Il giorno in più - режисьор Масимо Вениер

## Дубльор
- Фарфарикио в Opopomoz
- По в Кунг-фу Панда, I segreti dei cinque cicloni, Кунг-фу панда 2 и Кунг-фу панда 3
- разказвач във френския филм от 2018 г. Ailo: Une odyssée en Laponie
- Иън Лайтфут в „Напред“

## Театър
- Il mare è tornato tranquillo, на Силвано Агости (2003)

## Телевизия
- Le Iene (Italia 1, 1998 – 2001, 2016)
- Candid Camera (Italia 1, 1999 – 2000)
- Ca' Volo (MTV, 2001 – 2002)
- Il volo (LA7, 2001 – 2002)
- Il coyote (MTV, 2003)
- Smetto quando voglio (Italia 1, 2003)
- Lo spaccanoci (Italia 1, 2005)
- Italo... (MTV, 2006 – 2008)
- Volo in diretta (Rai 3, 2012 – 2013)
- Che tempo che fa (Rai 3 – Rai1, 2014 – 2018)
- Untraditional (Nove, 2016)
- Untraditional II (Sky Comedy Central, 2018)

## Радио

### Програми (като водещ)
- Pss pss (Radio Capital, 1996)
- Soci da spiaggia (Rai Radio Due, 1998)
- Il Volo del mattino (Radio Deejay, 2000 – 2012, 2013-понастоящем)

### Компилации
- Il Volo (януари 2003)
- El Vuelo (януари 2003)
- Il Volo a colazione (ноември 2003)
- Il Volo classico (ноември 2003)
- Il Volo nuovo (февруари 2005)
- Il Volo vintage (февруари 2005)

## Дискография

### Сингли
Като Фабио Б.
- 1994 – Mi mancherai
- 1994 – Voglio andare al mare
- 1995 – Volo
- 1995 – È stato bello così
- 1995 – Chissà tu dove sei

Като Фабио Воло
- 1996 – Io e te